# Пинзеник, Виктор Михайлович
Виктор Михайлович Пинзеник (укр. Віктор Михайлович Пинзеник; род. 15 апреля 1954, Смологовица) — украинский политический деятель и экономист. 1-й вице-премьер-министр Украины (1994—1995), дважды вице-премьер Украины (1992—1993одновременно министр экономики, 1995—1997), дважды министр финансов (2005—2006, 2007—2009). Депутат парламента Украины I—IV, VI—VIII созывов (1991—2005, 2007, 2012—2014). Председатель партии «Реформы и порядок» (1997—2010).
Доктор экономических наук (1989), профессор (1991) Львовского университета (с 1990 года).

## Биография
Родился в селе Смологовица Иршавского района Закарпатской области УССР.
Окончил экономический факультет Львовского университета (1975) по специальности экономист, в 1979 году — аспирантуру там же, в 1989 году — докторантуру Московского государственного университета им. М. В. Ломоносова.
В 1980 году защитил кандидатскую диссертацию «Экономические проблемы стимулирования повышения уровня качества продукции (на материалах предприятий машиностроительной промышленности)», в 1989 году — докторскую диссертацию «Цены в механизме управления качеством машиностроительной продукции производственно-технического назначения».
В 1975—1981 годах ассистент, в 1981—1987 и в 1990 году — доцент, в 1987—1989 годах — старший научный сотрудник, с 1990 года профессор, в 1991—1992 годах заведующий кафедрой экономики и управления народным хозяйством экономического факультета Львовского университета.
В декабре 1991 года был избран депутатом Верховной рады Украины первого созыва, победив на выборах по округу Львовской области. Был членом Комиссии по вопросам экономической реформы и управления народным хозяйством.
В марте-октябре 1992 года заместитель председателя Коллегии по вопросам экономической политики.
С 27 октября 1992 по 13 августа 1993 года министр экономики Украины, вице-премьер Украины по экономике в правительстве Леонида Кучмы.
В августе 1993 года подал в отставку и возглавил Украинский фонд поддержки реформ.
В марте 1994 года был избран депутатом Верховной рады Украины второго созыва, снова победив на выборах по округу Львовской области. Был членом Комитета по вопросам финансов и банковской деятельности. Член депутатской группы «Реформы».
Внештатный советник Президента Украины по вопросам экономической политики с сентября 1994 по январь 2000 года.
С октября 1994 по апрель 1997 года первый вице-премьер, вице-премьер по вопросам экономических реформ в правительствах Виталия Масола, Евгения Марчука и Павла Лазаренко.
С декабря 1994 года был председателем Совета по вопросам экономических реформ при Президенте Украины, с апреля 1995 года — председателем Национального совета по вопросам статистики при Президенте Украины.
Член Государственной комиссии по проведению на Украине административной реформы (с июля 1997 по январь 1999 года).
В октябре 1997 года участвовал в создании партии «Реформы и порядок» (ПРП), которую возглавлял до февраля 2010 года.
В марте 1998 года был избран депутатом Верховной рады Украины третьего созыва, победив на выборах по округу Львовской области. Его партия на тех же выборах не смогла преодолеть 4 % барьер. Четыре члена ПРП, также избранные по мажоритарным округам, стали ядром фракции «Реформы-Конгресс», которую Пинзеник возглавил в декабре 1998 года. Был членом Комитета по вопросам финансов и банковской деятельности. Поддерживал Виктора Ющенко, который возглавлял правительство в 1999—2001 годах.
В июле 2001 года стал одним из основателей избирательного блока «Наша Украина». В 2002 году был избран депутатом Верховной рады Украины четвёртого созыва по списку блока Виктора Ющенко «Наша Украина» (был пятым номером в списке). Первый заместитель председателя фракции «Наша Украина», член парламентского Комитета по финансам и банковской деятельности.
По словам близкого к нему экономиста и политика Сергея Терёхина (2002), Пинзеник — «макроэкономист от Бога. Он тонко ощущает макроэкономические процессы, у него есть два института. Его расчеты всемирно известны. Если вы хотите почитать бюллетень ООН или любое издание Сороса, вы всегда найдете ссылки на Пинзеныка в макроэкономике… Ну, это сильная московская школа, Гавриила Попова».
С февраля 2005 по август 2006 года министр финансов Украины в правительствах Юлии Тимошенко и Юрия Еханурова.
На парламентских выборах 2006 года был вторым номером в составе гражданского блока «Пора-ПРП», который не преодолел 3 % избирательный барьер.
18 декабря 2007 года был назначен министром финансов Украины в правительстве Юлии Тимошенко.
12 февраля 2009 года подал в отставку, отметив, что экономика стала заложницей политики.
«Я не первый раз работаю в правительстве. И всегда занимал профессиональную позицию. Сбалансированный бюджет, минимальный размер его дефицита, ограничение жизни в долг, неэмиссионные источники финансирования дефицита — этими и другими принципами я всегда руководствовался в своей работе».
С января 2011 года заместитель председателя наблюдательного совета АО «УкрСиббанк».
28 октября 2012 года избран депутатом Верховной рады 7-го созыва от партии «УДАР». Заместитель председателя фракции, член Комитета по вопросам экономической политики.
На парламентских выборах 2014 года был избран народным депутатом 8-го созыва от партии «Блок Петра Порошенко» (шёл № 17 в списке). Член фракции БПП, член Комитета Верховной Рады Украины по вопросам бюджета.
25 декабря 2018 года включён в список украинских физических лиц, против которых российским правительством введены санкции.
Автор более 400 статей, книг: «Материальное стимулирование повышения уровня качества труда» (1985), «Цены и качество продукции производственно-технического назначения» (1988), «Азбука полного хозрасчета» (1991), «Кони не виновны, или реформы или их имитация» (1998, 1999).
Жена Мария Романовна Пинзеник — экономист. Дочери Ольга (1981) и Юлия (1989), сын Владимир (1993), сын Виталий (2007).
Почётный доктор Национального университета «Киево-Могилянская академия» с 1996 года, Тернопольской академии народного хозяйства, почетный профессор Академии труда и социальных отношений Федерации профсоюзов Украины.
Заслуженный экономист Украины с апреля 2004 года.

## Декрет о трастах
Некоторые источники Архивная копия от 6 октября 2014 на Wayback Machine сообщают о причастности Виктора Пинзеника к принятию Декрета Кабинета Министров Украины «О доверительных обществах» от 17.03.93 г. № 23-93, который называют Декретом о трастах.
В Декрете не оговаривалась необходимость лицензирования валютных и доверительных операций для трастовых компаний. Согласно Декрету, учредители трастовых компаний отвечали перед вкладчиками только своими взносами в уставной фонд и своим имуществом в 5-кратном размере к доле каждого учредителя.
Согласно Декрету, Фонд государственного имущества Украины  (недоступная ссылка с 23-05-2013 [4437 дней] — история, копия), Министерство финансов и НБУ должны были осуществлять контроль за операциями трастовых компаний с ценными бумагами, а операции с денежными вкладами не контролировались вообще.
Трастовые компании, созданные на базе Декрета, в течение 2-х лет привлекали деньги вкладчиков в конвертируемой валюте, обещая 7-12 % в месяц. Большинство компаний обанкротилось и с вкладчиками не расплатилось Архивная копия от 15 мая 2012 на Wayback Machine.
26 июня 1995 года постановлением (недоступная ссылка) Кабинета министров Украины «О недостатках в работе доверительных обществ» Декрет о трастах был изменён. Постановление предусматривало «изменения и дополнения» в существующих документах, в частности «уточнение функций Национального банка и Министерства финансов в контроле за операциями доверительных обществ с имуществом доверителей (в том числе средствами, в частности валютными).»
Постановлением Архивная копия от 5 марта 2016 на Wayback Machine Верховной Рады Украины от 19.12.95 года была создана Временная депутатская следственная комиссия для «проверки фактов фальсификаций отдельных положений Декрета Кабинета Министров Украины „О доверительных обществах“»
31 октября 1996 года Верховная Рада приняла постановление Архивная копия от 8 марта 2016 на Wayback Machine об отчете Временной депутатской следственной комиссии, в котором говорилось, что Декрет Кабинета Министров Украины «О доверительных обществах» не решил стоящих перед ним задач. В частности, констатировалось:
«Законодательная неопределенность, непроведение юридически-правовой экспертизы проекта декрета, отсутствие четкой системы контроля в сфере деятельности финансовых посредников, безответственность местных органов исполнительной власти всесторонне способствовали активизации создания и негативной деятельности псевдодоверительных обществ, трастов, страховых компаний, инвестиционных фондов и других субъектов предпринимательства в части привлечения имущества и, что хуже всего, денежных средств граждан. Непринятие своевременных оперативных мер предосторожностей со стороны властных структур, контролирующих и правоохранительных органов привело к распространению в Украине финансового мошенничества в угрожающих для государства широкомасштабных размерах, массовому ограблению населения, в первую очередь социально незащищённого.»
Виктор Пинзеник, будучи вице-премьером Украины по экономике, вместе со своим заместителем Сергеем Терехиным разработал Декрет о трастах и подал его на подпись премьер-министру Леониду Кучме.
Это позволяет ряду отечественных политиков и чиновников публично заявлять о прямой причастности Виктора Пинзеника к ущербу, понесённому украинцами в результате деятельности трастовых компаний. В частности, экс-глава Фонда государственного имущества Украины Валентина Семенюк Архивная копия от 13 октября 2012 на Wayback Machine прямо обвиняет в этом Виктора Пинзеника и Сергея Терехина.